# Lista över serier som filmatiserats
Detta är en lista över titlarna på de filmer som först släppts i form av en tecknad serie (seriestripp, seriealbum med mera) och sedan blivit film eller tv-serie. Såväl animationer som spelfilmer är inkluderade. Japanska serier (manga) är inte inkluderade.

## Svenska serier
- 47:an Löken
- 91:an Karlsson
- Bamse
- Biffen och Bananen
- Eva & Adam
- Goliat
- Kronblom

## Brittiska serier
- Barbarella
- Judge Dredd
- Modesty Blaise
- Tank Girl
- Tuffa Viktor

## Fransk-belgiska serier
- Asterix
- Blueberry
- Bob Morane
- Iznogoud
- Lucky Luke
- Marsupilami
- Persepolis
- Smurfarna
- Spirou
- Tintin
- XIII

## Övriga europeiska serier
- Corto Maltese (italiensk)
- Rasmus Nalle (dansk)
- Valhall (dansk)
- W.I.T.C.H. (italiensk)
- Yakari (schweizisk)

## Övriga amerikanska serier
- Acke
- American Splendor
- Barb Wire
- Baby Blues
- Blixt Gordon
- Blondie
- The Crow
- Dennis
- Dick Tracy
- Dilbert
- Fantomen
- Fritz the Cat
- From Hell
- Hellboy
- Karl-Alfred
- Katten Gustaf
- Knasen
- Krazy Kat
- The League of Extraordinary Gentlemen
- Mandrake
- The Mask
- Over the Hedge
- Road to Perdition
- Rocketeer
- Sabrina tonårshäxan
- Sam & Max
- Sin City
- Snobben
- Spawn
- Teenage Mutant Ninja Turtles
- Tjalle Tvärvigg
- Vampirella
- Witchblade